# Ungarische Eishockeyliga 1938/39
Die Saison 1938/39 war die dritte Spielzeit der ungarischen Eishockeyliga, der höchsten ungarischen Eishockeyspielklasse. Meister wurde zum insgesamt dritten Mal in der Vereinsgeschichte BKE Budapest.

## Modus
In der Hauptrunde absolvierte jede der drei Mannschaften insgesamt vier Spiele. Der Erstplatzierte der Hauptrunde wurde Meister. Für einen Sieg erhielt jede Mannschaft zwei Punkte, bei einem Unentschieden gab es einen Punkt und bei einer Niederlage null Punkte.

## Hauptrunde
|    | Klub            | Sp | S | U | N | Tore | Punkte |
| -- | --------------- | -- | - | - | - | ---- | ------ |
| 1. | BKE Budapest    | 4  | 3 | 0 | 1 | 9:4  | 6      |
| 2. | BBTE Budapest   | 4  | 3 | 0 | 1 | 7:4  | 6      |
| 3. | Ferencvárosi TC | 4  | 0 | 0 | 4 | 1:9  | 0      |

Sp = Spiele, S = Siege, U = unentschieden, N = Niederlagen, OTS = Overtime-Siege, OTN = Overtime-Niederlage, SOS = Penalty-Siege, SON = Penalty-Niederlage